# Romilly-sur-Andelle
Romilly-sur-Andelle é uma comuna francesa na região administrativa da Normandia, no departamento de Eure. Estende-se por uma área de 8,52 km². Em 2010 a comuna tinha 3 328 habitantes (densidade: 390,6 hab./km²).